# Вине (Об)
Вине́ (фр. Vinets) — коммуна во Франции, находится в регионе Шампань — Арденны. Департамент — Об. Входит в состав кантона Рамрюпт. Округ коммуны — Труа.
Код INSEE коммуны — 10436.
Коммуна расположена приблизительно в 145 км к востоку от Парижа, в 50 км южнее Шалон-ан-Шампани, в 30 км к северо-востоку от Труа.

## Население
Население коммуны на 2008 год составляло 170 человек.
| 1962 | 1968 | 1975 | 1982 | 1990 | 1999 | 2008 |
| ---- | ---- | ---- | ---- | ---- | ---- | ---- |
| 171  | 179  | 168  | 188  | 181  | 176  | 170  |

## Администрация
| Период | Период | Фамилия       | Партия | Примечания |
| ------ | ------ | ------------- | ------ | ---------- |
| 1983   | 2008   | Серж Пейтьё   |        |            |
| 2008   |        | Даниель Филип |        |            |

## Экономика

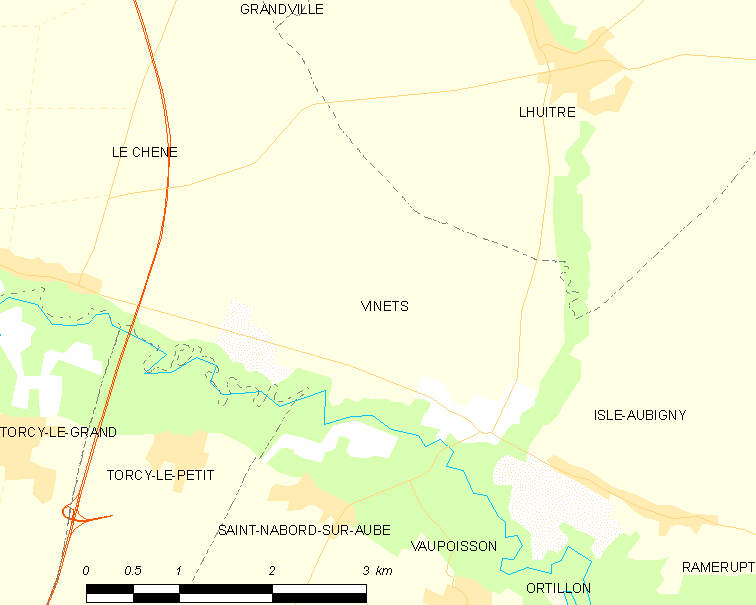
Карта коммуны

В 2007 году среди 115 человек в трудоспособном возрасте (15—64 лет) 89 были экономически активными, 26 — неактивными (показатель активности — 77,4 %, в 1999 году было 75,4 %). Из 89 активных работали 81 человек (50 мужчин и 31 женщина), безработных было 8 (2 мужчины и 6 женщин). Среди 26 неактивных 9 человек были учениками или студентами, 5 — пенсионерами, 12 были неактивными по другим причинам.